# NGC 6349
NGC 6349 é uma galáxia espiral localizada na direcção da constelação de Hercules. Possui uma declinação de +36° 03' 41" e uma ascensão recta de 17 horas, 19 minutos e 06,4 segundos.
Foi descoberta em 15 de julho de 1879 por Édouard Jean-Marie Stephan.